# 마키시마 가렌

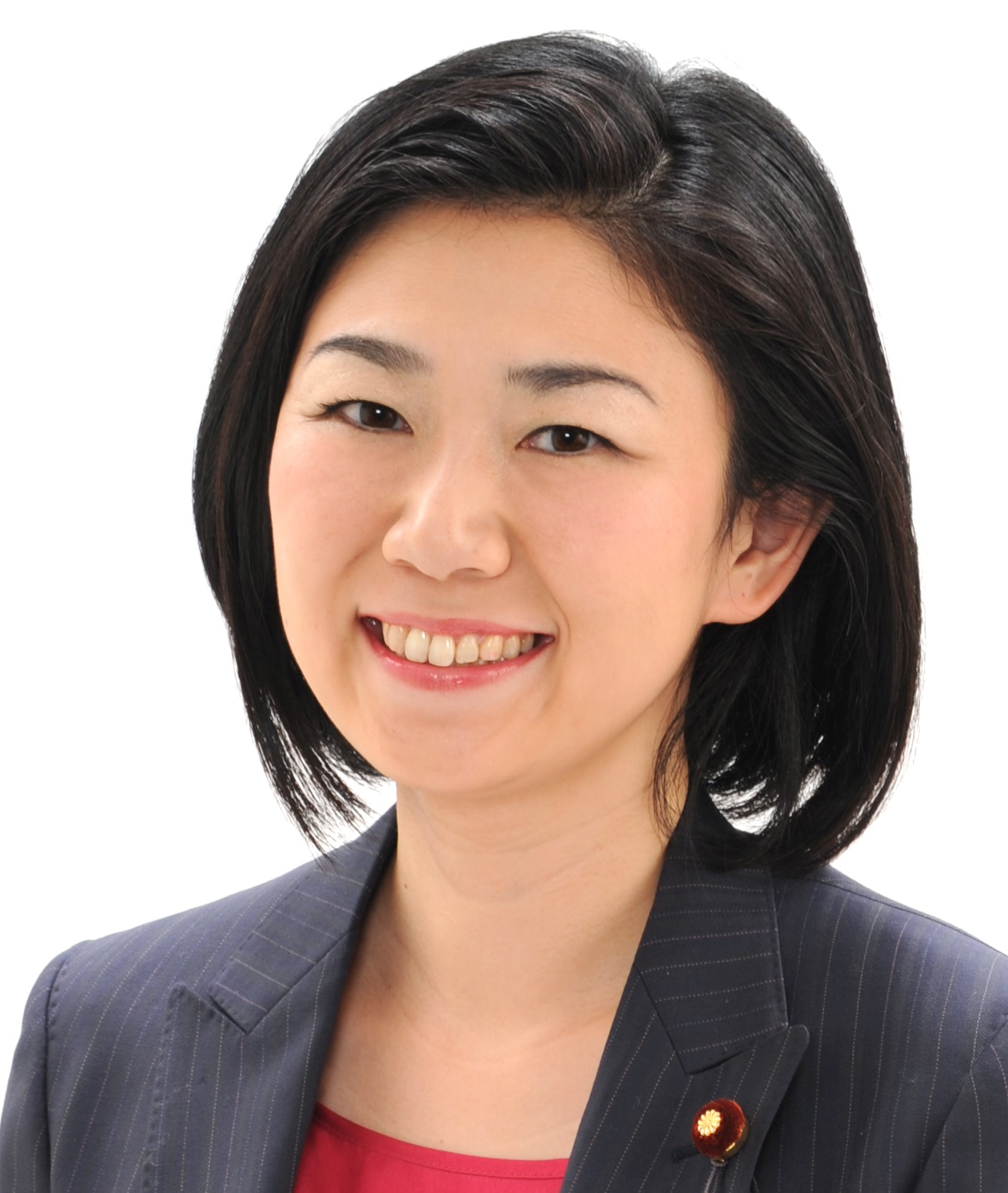
마키시마 가렌

마키시마 가렌(牧島 かれん, 1976년 11월 1일~)는 일본의 정치인, 정치학자이다. 자유민주당 소속의 중의원 (4선) 의원으로 기시다 후미오 내각에서 초대와 2대 디지털대신을 맡고 있다. 지역구는 가나가와현 제17구이다. 일본 가나가와현 요코스카시 출생이다.

## 역대 선거 결과
|  | 36.18% |

|  | 38.76% |

|  | 53.42% |

|  | 51.27% |

|  | 55.32% |